# Медиум (философия)
Медиум — средство познания мира. Слова «средство» и «среда» имеют общий корень «сред» — от «средний», «середина». В европейской науке долгое время использовался латинский язык. Для обозначения и средств, и среды, и середины в нем используется одно и тоже слово — medium. Латинское medium при этом является переводом древнегреческого слова metaxy, которое активно в своих трудах использовали Платон и Аристотель. Они же в европейской философии одни из первых сформулировали проблему познания через медиумы и назвали некоторые из них.
В трактате «О душе» Аристотель пишет об отношениях между органами чувств и воспринимаемыми свойствами вещей, которые становятся возможными лишь тогда, когда имеется соответствующий медиум, которым, как считает Аристотель, является воздух. Итак, медиумами мы можем назвать то, что каким-либо образом оказывает воздействия на наши органы чувств, то есть на нашу способность восприятия. Самое главное, что восприятие, по логике Аристотеля, нуждается в медиумах, и без них не состоялось бы. Мы воспринимаем, познаем мир медиумами.Аристотель говорил о медиумах на уровне ощущений, Платон же выразил недостаточность чувственного познания в метафоре пещеры. По его мысли, истина достигается душой на уровне умопостигаемого. Ибо здесь она прокладывает себе путь при помощи самих идей. В мире для своего выражения идея требует форму. Платон называет несколько таких форм-медиумов. Во-первых, это понятие, находящееся между миром идей и миром вещей. Во-вторых, — знание и сама познавательная способность. Они являются у Платона проводниками «света», исходящего из идеи блага, которая лежит в основе совершенствования человека и мира. Но понятия и знание требуют в свою очередь посредников, медиумов следующего порядка. Так, понятие нуждается в слове, которое имеет как графическое, так и звуковое выражения, познаваемые органами чувств. Душа человека в своем стремлении к мыслимому взору, как виду умопостижения, вынуждена пользоваться предпосылками, ибо она не способна выйти за пределы предполагаемого, она в низших вещах создает образное подобие того, что можно видеть не иначе как мыслимым взором. Сюда, следуя логике античного философа, мы, относим как язык, так и другие образные выражения идей (живопись, скульптура, театр, танец).
В поздней античной философии своеобразное понимание медиума встречаем и у Августина Блаженного. Будучи медиумом бога, в земной реальности душа нуждается в форме, носителе. Таким носителем, медиумом души у Августина становится человеческое тело. Собственно, вся история культуры показывает, что тело в зависимости от своих свойств, всегда было и остается медиумом. Человеческое тело становится центром системы координат, фиксирующей материальные рамки отношений. Ось этой эгоцентричной системы координат определяется через асимметрию нашего тела. Появляются определения внизу — вверху, сзади — спереди, слева — справа.
От признания медиумом тела недалеко и до признания медиального характера самого человека — субъекта, «Я», как совокупности тела и души, чувственного и рассудочного. Это признание заключено в самой постановке вопроса о существовании. Декарт выражает его формулой «ego cogito, ergo sum» — «я мыслю, следовательно я существую». Субъект связывает в себе как минимум две действительности. Или, как замечает Кант, человек реагирует на непосредственное существование себя и вещей в мире — «через чувственность (Sinnlichkeit), получает представления, воспринимает предметы тем образом, каким последние воздействуют на него».
Заметим, что интенциональность как направленность сознания на определенный объект, становится в феноменологии условием медиальности (ибо быть феноменом означает не что иное, как быть медиумом), фактором, влияющим на все, чем бы не занимался человек как медиум. Мир культуры и социальность обусловлены интенциональностью. Культура — это та самая феноменальная (медиальная) действительность, а значит наполненная смыслом действительность — платоновская пещера, в которой люди видят не мир сам по себе, но как интенционально данный и переживаемый ими мир. Также в феномене действительности свой медиальный характер получает эстетическое. Вещь, созданная человеком для передачи определенного смысла, связанного с эстетическим созерцанием, становится самоцелью. А потому все виды искусства становятся медиумами. И как таковые они подвергаются философской рефлексии, которая имеет место в трудах Аристотеля, Баумгартена, Канта.
Медиум является центральным понятием для медиафилософии.